# Георг (маркграф Мейсена)
Георг Мейсенский (1380 — 9 декабря 1401, Кобург) — соландграф Тюрингии и сомаркграф Мейсена с 1381 года из династии Веттинов.
После смерти Фридриха III Строгого (1381) его сыновья Георг, Фридрих Сварливый и Вильгельм II Богатый сообща вступили в отцовское наследство. По Хемницкому разделу 1382 года им достались Остерланд, Пляйснерланд, Ландсберг, Орламюнде, Кала, Йена и Наумбург (Заале), и право на управление Фрайбергом совместно с другими представителями рода.
Поскольку братья были несовершеннолетними, а Георг — ещё младенцем, их владениями до 1390 года правила мать — Катарина фон Хеннеберг. Опекуншей младшего сына она была до самой своей смерти, последовавшей в 1397 году.
В 1389 году на доходы от серебряных рудников Фрайберга братья увеличили свои территории покупкой города Заальфельда, а в 1400 году — Кенигсбергского округа.
В 1397 году им досталось наследственное владение матери — Кобург.
Георг умер в Кобурге 9 декабря 1401 года, не оставив наследников.